# SC-283
A SC-283 é uma rodovia Estadual,  transversal brasileira. Ela fica no estado de Santa Catarina e atravessa a cidade de Chapecó. O total de sua extensão é de 362,7 km. Ela começa em Concórdia e termina em Itapiranga.